# Tysklands ambassad i Stockholm
Tysklands ambassad i Stockholm (även Tyska ambassaden, tidigare Västtysklands ambassad respektive Tyska legationen) är Förbundsrepubliken Tysklands diplomatiska representation i Sverige. Ambassadörer sedan 2021 är Joachim Bertele och Christina Beinhoff som delar på ambassadörsuppdraget. Den dåvarande västtyska legationen omvandlades 1956 till ambassad.

## Fastigheter
Ambassaden är belägen i en fastighet vid Skarpögatan 9 i Diplomatstaden, Stockholm. Byggnaden uppfördes 1958 i en monoton arkitekturstil. Kvadratiska fönster i långa rader, symmetriskt placerade i en fasad av vit kalksten dominerar formgivningen. Ambassadens arkitekt var Godber Nissen och invigningen skedde den 1 oktober 1960.
Under åren 2007 till 2010 genomgick ambassadbyggnaden en omfattande renovering och då var verksamheten utlokaliserad till Artillerigatan 64. Under slutet av år 2010 flyttade ambassaden tillbaka till sin fastighet vid Skarpögatan.
Den tyske ambassadörens residens ligger invid Ambassaden på Gärdesgatan 4, uppfört 2018.

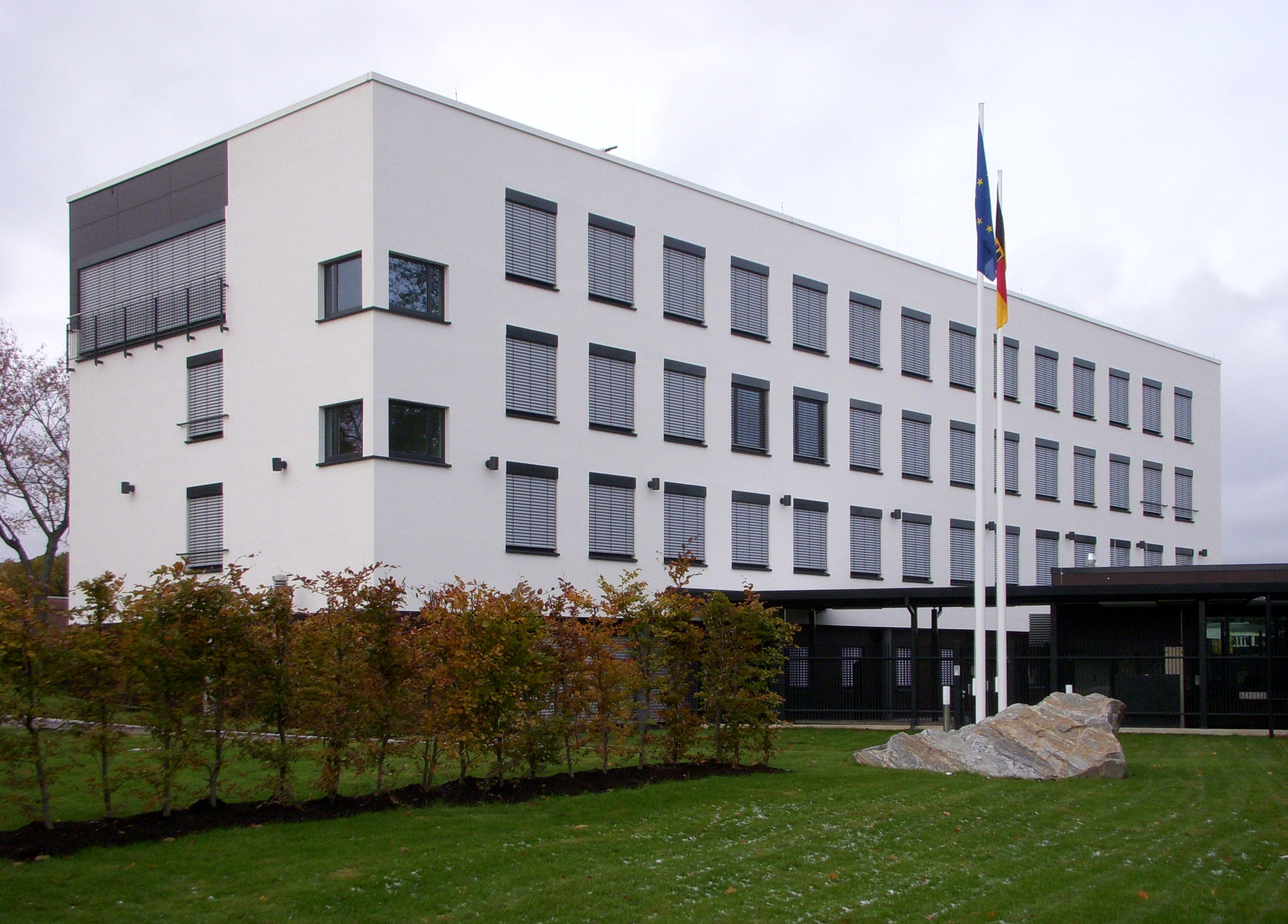
Ambassadbyggnaden efter ombyggnad 2010.
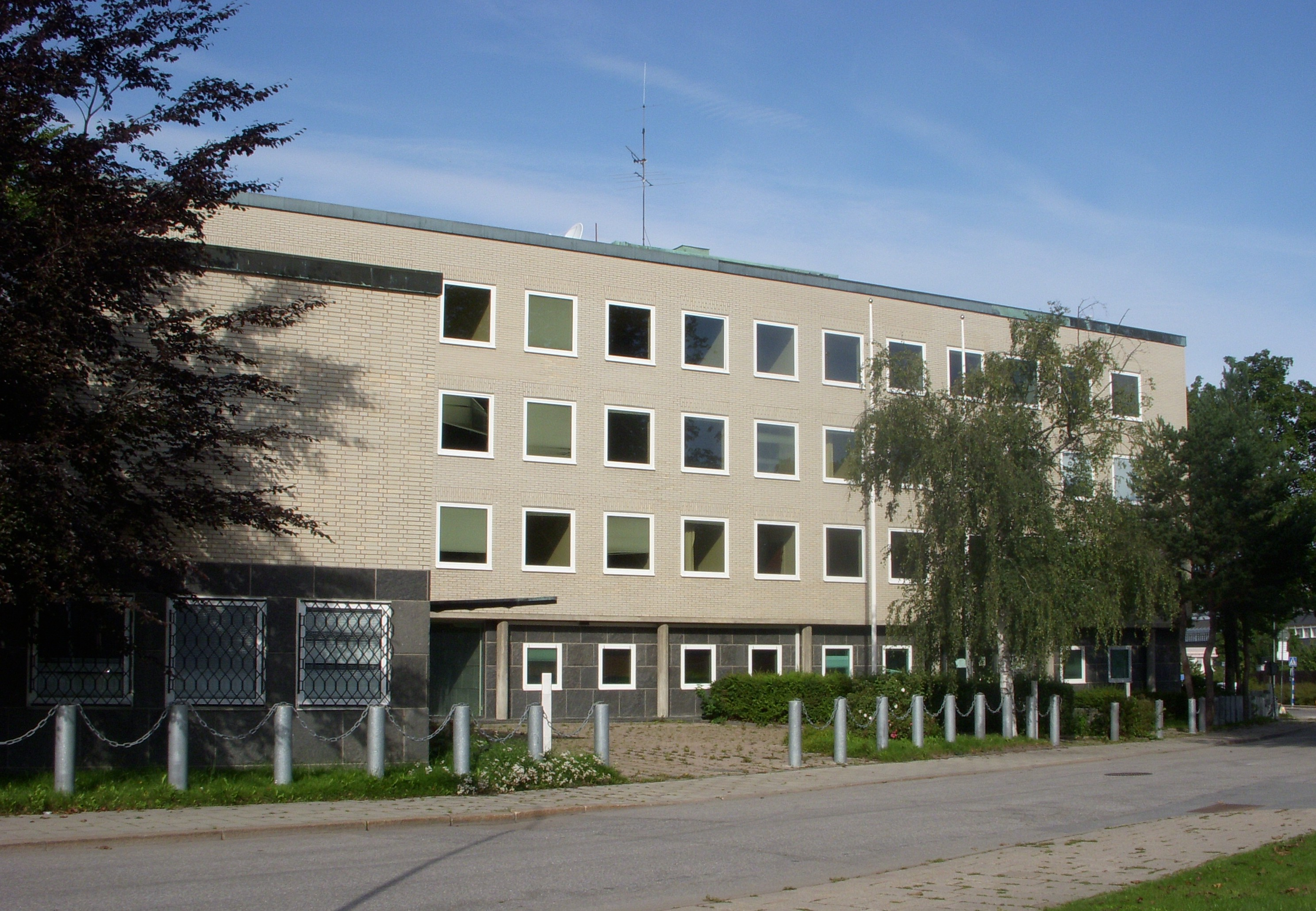
Ambassadbyggnaden före ombyggnad 2008.
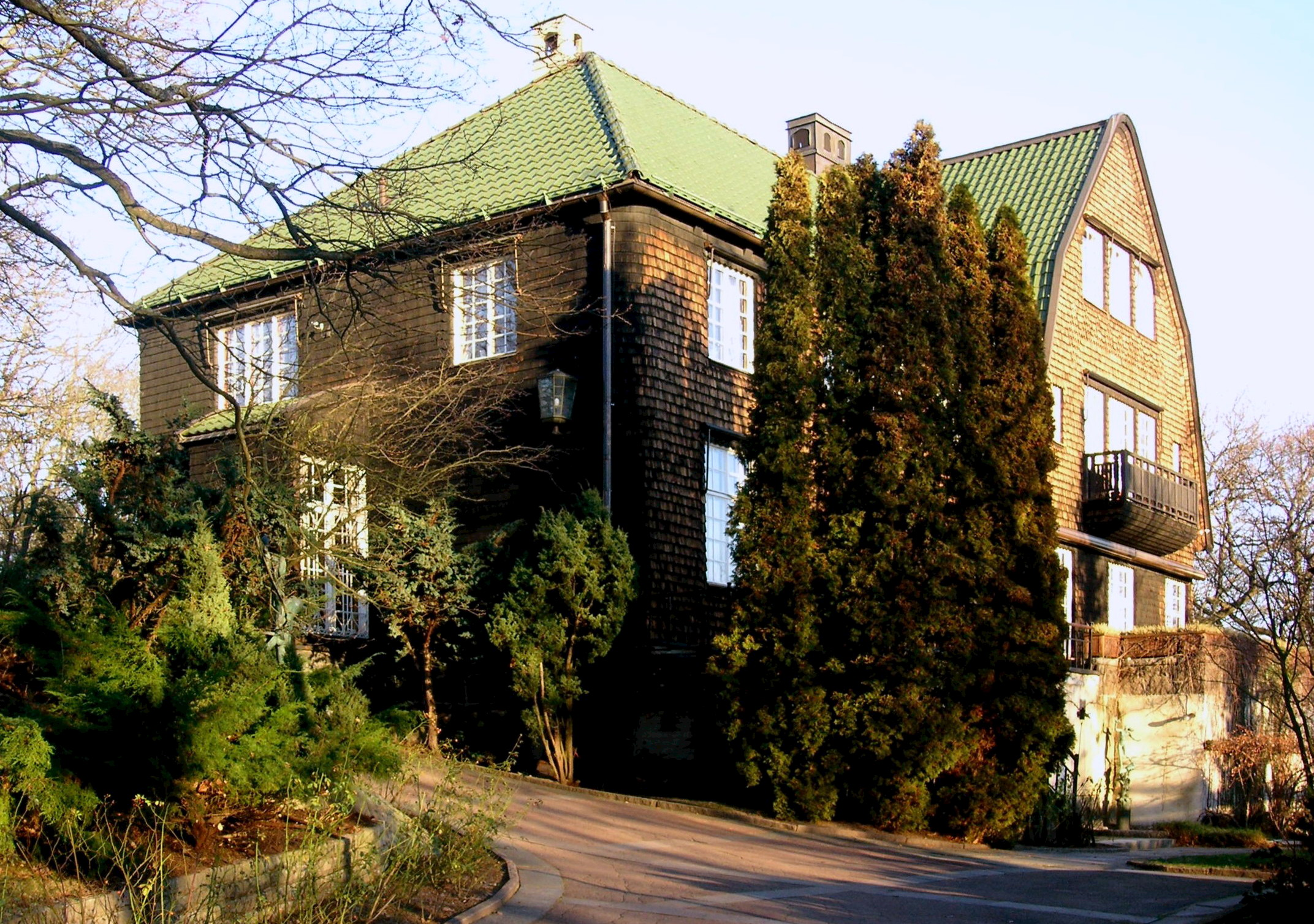
Ambassadörens residens 2007-2019 Villa Ekarne.
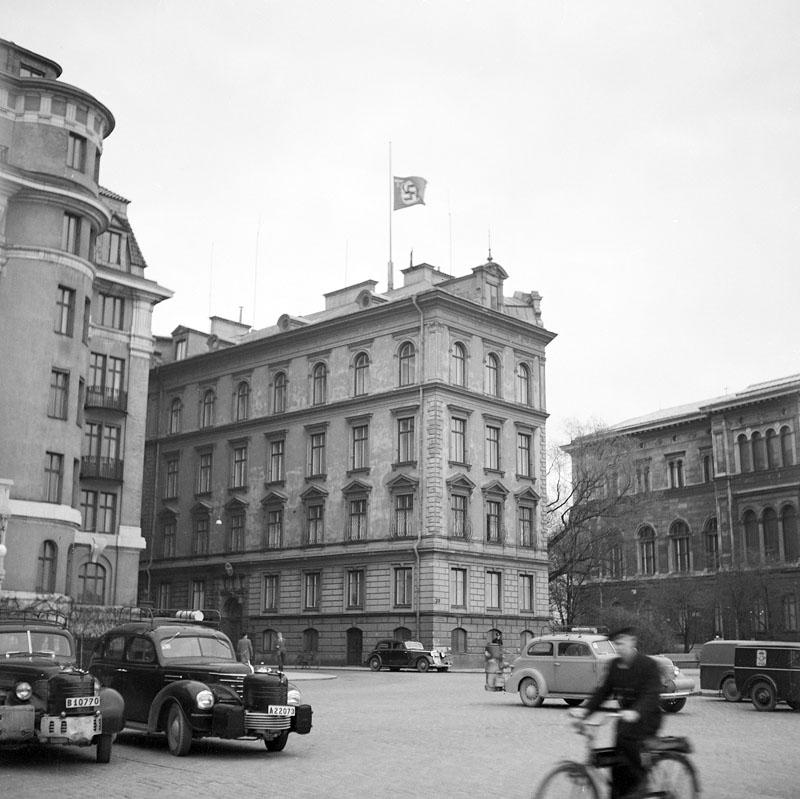
Dåvarande Tyska legationen på Hitlers dödsdag 30 april 1945.

## Tyska legationen under andra världskriget
Under andra världskriget låg tyska legationen på Hovslagargatan 2 (nuvarande Lydmar Hotel) på Blasieholmen. Ambassadörer under nazitiden var Victor av Wied 1933-1943 samt Hans Thomsen 1943-1945. 
På tyska legationen under andra världskriget arbetade även tyskan Erika Wendt som överlämnade kodade tyska meddelanden i klartext, vilka svenska underrättelsetjänsten använde för att knäcka tyska krypteringskoder.

## Ockupationen 1975
Ambassaden ockuperades den 24 april 1975 av medlemmar ur den väpnade vänsterextremistiska organisationen Röda armé-fraktionen (RAF) som besatte ambassadens byggnad och krävde att den västtyska regeringen skulle frige ett antal RAF-medlemmar som satt inspärrade i Västtyskland. Ockupanterna tog 6 personer som gisslan, två av dem dödades. I samband med stormningen av ambassaden samma kväll dödades även två av ockupanterna.

## Beskickningschefer
| Namn                                       | Period    | Funktion      |
| ------------------------------------------ | --------- | ------------- |
| Kurt Sieveking                             | 1951-1953 | Generalkonsul |
| Herbert Siegfried(de)                      | 1954-1958 | Ambassadör    |
| Hans-Ulrich von Marchtaler(de)             | 1958-1961 | Ambassadör    |
| Karl Werkmeister(de)                       | 1961-1963 | Ambassadör    |
| Gustav von Schmoller                       | 1964-1968 | Ambassadör    |
| Adolf Max Obermayer(de)                    | 1968-1972 | Ambassadör    |
| Heinz Dietrich Stoecker(de)                | 1972-1976 | Ambassadör    |
| Heinz Voigt(de)                            | 1976-1978 | Ambassadör    |
| Joseph J. Thomas(de)                       | 1978-1981 | Ambassadör    |
| Jesco von Puttkamer                        | 1981-1984 | Ambassadör    |
| Gerhard Ritzel(de)                         | 1984-1988 | Ambassadör    |
| Reinhold Schenk(de)                        | 1988-1992 | Ambassadör    |
| Harald Hofmann(de)                         | 1992-1998 | Ambassadör    |
| Klaus-Helmuth Ackermann(de)                | 1998-2001 | Ambassadör    |
| Bernd von Waldow(de)                       | 2001-2003 | Ambassadör    |
| Busso von Alvensleben(de)                  | 2003-2006 | Ambassadör    |
| Wolfgang Trautwein(de)                     | 2006-2008 | Ambassadör    |
| Joachim Rücker                             | 2008-2011 | Ambassadör    |
| Harald Kindermann(de)                      | 2011-2014 | Ambassadör    |
| Michael Erhard Bock(de)                    | 2014-2016 | Ambassadör    |
| Hans-Jürgen Heimsoeth(de)                  | 2016-2019 | Ambassadör    |
| Anna Elisabeth Prinz(de)                   | 2019-2021 | Ambassadör    |
| Joachim Bertele(de) Christina Beinhoff(de) | 2021-idag | Ambassadör    |